# Ferney Bello
Ferney Bello Clavijo (* 23. Mai 1981) ist ein kolumbianischer Radrennfahrer.
Ferney Bello wurde 2003 in Villavicencio kolumbianischer Vizemeister im Straßenrennen der U23-Klasse. Im nächsten Jahr gewann er eine Etappe beim Clásica Alcaldía de Pasca. 2005 war er bei einer Etappe der Vuelta a la Republica del Ecuador erfolgreich. In der Saison 2009 gewann Bello das erste Teilstück beim Doble Sucre Potosí Gran Premio und konnte so auch die Gesamtwertung für sich entscheiden. Auf der Bahn gewann er 2002 das Punktefahren bei den Zentralamerika- und Karibikspielen.
2005 war Bello bei der Tour de Guadeloupe positiv auf Stanozolol getestet worden, wofür er 2009 lebenslang gesperrt wurde.

## Erfolge
2005
- eine Etappe Vuelta a la Republica del Ecuador

2009
- Gesamtwertung und eine Etappe Doble Sucre Potosí Gran Premio